# سباق طواف فرنسا 1911
سباق طواف فرنسا 1911 من سلسلة سباقات سباق طواف فرنسا. أقيم هذا السباق في تاريخ 2-30 يوليو 1911 على 15 مراحل. بعد طي 5344 كم بمتوسط 27.322 كم في الساعة فاز بالميدالية الذهبية غوستاف غاريغو من فرنسا، فيما حصد بول دوبوك من فرنسا الميدالية الفضية، وكانت الميدالية البرونزية من نصيب إميل جورجيه من فرنسا.

## الميداليات
| ذهب                   | فضة               | برونز               |
| غوستاف غاريغو - فرنسا | بول دوبوك - فرنسا | إميل جورجيه - فرنسا |